# Simona Quadarella
Simona Quadarella (Roma, 18 de diciembre de 1998) es una deportista italiana que compite en natación, especialista en el estilo libre.
Participó en dos Juegos Olímpicos de Verano, obteniendo una medalla de bronce en Tokio 2020, en la prueba de 800 m libre, y el cuarto lugar en París 2024, en 800 m libre y 1500 m libre.
Ganó ocho medallas en el Campeonato Mundial de Natación entre los años 2017 y 2025, y tres medallas en el Campeonato Mundial de Natación en Piscina Corta entre los años 2018 y 2024.
Además, obtuvo diez medallas en el Campeonato Europeo de Natación entre los años 2018 y 2022, y ocho medallas en el Campeonato Europeo de Natación en Piscina Corta entre los años 2017 y 2023.
Estudió Economía en la Link Campus University de Roma.

## Palmarés internacional
| Juegos Olímpicos                    | Juegos Olímpicos        | Juegos Olímpicos  | Juegos Olímpicos |
| Año                                 | Lugar                   | Medalla           | Prueba           |
| ----------------------------------- | ----------------------- | ----------------- | ---------------- |
| 2020                                | Tokio (Japón)           | Medalla de bronce | 800 m libre      |
| Campeonato Mundial                  |                         |                   |                  |
| Año                                 | Lugar                   | Medalla           | Prueba           |
| 2017                                | Budapest (Hungría)      | Medalla de bronce | 1500 m libre     |
| 2019                                | Gwangju (Corea del Sur) | Medalla de oro    | 1500 m libre     |
| 2019                                | Gwangju (Corea del Sur) | Medalla de plata  | 800 m libre      |
| 2022                                | Budapest (Hungría)      | Medalla de bronce | 800 m libre      |
| 2023                                | Fukuoka (Japón)         | Medalla de plata  | 1500 m libre     |
| 2024                                | Doha (Catar)            | Medalla de oro    | 800 m libre      |
| 2024                                | Doha (Catar)            | Medalla de oro    | 1500 m libre     |
| 2025                                | Singapur (Singapur)     | Medalla de plata  | 1500 m libre     |
| Campeonato Mundial en Piscina Corta |                         |                   |                  |
| Año                                 | Lugar                   | Medalla           | Prueba           |
| 2018                                | Hangzhou (China)        | Medalla de plata  | 800 m libre      |
| 2021                                | Abu Dabi (EAU)          | Medalla de bronce | 800 m libre      |
| 2024                                | Budapest (Hungría)      | Medalla de plata  | 1500 m libre     |
| Campeonato Europeo                  |                         |                   |                  |
| Año                                 | Lugar                   | Medalla           | Prueba           |
| 2018                                | Glasgow (Reino Unido)   | Medalla de oro    | 400 m libre      |
| 2018                                | Glasgow (Reino Unido)   | Medalla de oro    | 800 m libre      |
| 2018                                | Glasgow (Reino Unido)   | Medalla de oro    | 1500 m libre     |
| 2021                                | Budapest (Hungría)      | Medalla de oro    | 400 m libre      |
| 2021                                | Budapest (Hungría)      | Medalla de oro    | 800 m libre      |
| 2021                                | Budapest (Hungría)      | Medalla de oro    | 1500 m libre     |
| 2021                                | Budapest (Hungría)      | Medalla de bronce | 4 × 200 m libre  |
| 2022                                | Roma (Italia)           | Medalla de oro    | 800 m libre      |
| 2022                                | Roma (Italia)           | Medalla de oro    | 1500 m libre     |
| 2022                                | Roma (Italia)           | Medalla de plata  | 400 m libre      |
| Campeonato Europeo en Piscina Corta |                         |                   |                  |
| Año                                 | Lugar                   | Medalla           | Prueba           |
| 2017                                | Copenhague (Dinamarca)  | Medalla de bronce | 800 m libre      |
| 2019                                | Glasgow (Reino Unido)   | Medalla de oro    | 400 m libre      |
| 2019                                | Glasgow (Reino Unido)   | Medalla de oro    | 800 m libre      |
| 2021                                | Kazán (Rusia)           | Medalla de plata  | 800 m libre      |
| 2021                                | Kazán (Rusia)           | Medalla de plata  | 1500 m libre     |
| 2023                                | Otopeni (Rumania)       | Medalla de oro    | 400 m libre      |
| 2023                                | Otopeni (Rumania)       | Medalla de plata  | 800 m libre      |
| 2023                                | Otopeni (Rumania)       | Medalla de plata  | 1500 m libre     |